# Мануель Онву
Мануель Онву (ісп. Manuel Onwu; нар. 11 січня 1988, Тудела) — іспанський футболіст нігерійського походження.

## Ігрова кар'єра
Народився 11 січня 1988 року в місті Тудела в родині нігерійця і іспанки. Почав займатись футбол у клубі «Вальт'єррано», з якого потрапив до академії «Туделано».
У дорослому футболі дебютував 2006 року виступами за команду «Туделано», в якій провів один сезон у Терсері, після чого уклав контракт з клубом «Осасуна», але спочатку виступав виключно за резервну команду, що грала у Сегунді Б. Крім того молодий нападник здавався в оренду до нижчолігових команд «Ірунья» та «Альсіра».
Онву забив 11 голів у 30 матчах у складі резервістів в Сегунді Б у сезоні 2011/12 чим зацікавив тренера першої команди і 11 березня 2012 року він дебютував занеї у Ла Лізі, вийшовши на заміну замість Ніно в другому таймі в домашньому матчі проти «Атлетіка» з Більбао (2:1). Тим не менш закріпитись у основі Мануель так і не зумів, не ставши основним нападником навіть після вильоту клубу з Прімери у 2014 році.
В результаті у січні 2015 року Онву розірвав угоду з «Осасуною» і підписав контракт з «Динамо» (Тбілісі). З командою іспанець того ж року виграв Кубок Грузії, відзначившись дублем у фіналі проти «Самтредії» (5:0). Після цього Мануель повернувся до Іспанії. де грав за нижчолігові клуби «Льєйда Еспортіу», «Лорка» та «УКАМ Мурсія».
17 липня 2019 року у статусі вільного агента Онву підписав контракт із чинним переможцем індійської Суперліги клубом «Бенгалуру», який очолював його співвітчизник Карлес Куадрат. Втім у цій команді іспанець заграти не зумів, через що вже 28 січня він був відданий в оренду іншому клубу цього ж чемпіонату «Одіша», який теж тренував іспанць Хосеп Гомбау. Тут футболіст зумів себе проявити, забивши 7 голів у 4 матчах, в тому числі відзначившись хет-триком 23 лютого у домашній нічиїй 4:4 проти «Керала Бластерс», завдяки чому у вересні клуб підписав з гравцем повноціну угоду. Тим не менш у наступному сезоні 2020/21 Онву у 18 іграх не забив жодного голу, а команда посіла останнє місце.
У серпні 2021 року нападник став гравцем «Бадалони», але не врятував команду від вильоту в Терсеру Федерасьйон, п'ятий за рівнем дивізіон країни.

## Статистика виступів

### Статистика клубних виступів
| Сезон                   | Клуб                    | Чемпіонат               | Чемпіонат | Чемпіонат | Національний кубок | Національний кубок | Національний кубок | Континентальні кубки | Континентальні кубки | Континентальні кубки | Суперкубки | Суперкубки | Суперкубки | Усього | Усього |
| Сезон                   | Клуб                    | Ліга                    | Ігор      | Голів     | Ліга               | Ігор               | Голів              | Ліга                 | Ігор                 | Голів                | Ліга       | Ігор       | Голів      | Ігор   | Голів  |
| ----------------------- | ----------------------- | ----------------------- | --------- | --------- | ------------------ | ------------------ | ------------------ | -------------------- | -------------------- | -------------------- | ---------- | ---------- | ---------- | ------ | ------ |
| 2012–13                 | «Осасуна»               | ПД                      | 6         | 1         | КІ                 | 4                  | 0                  | -                    | -                    | -                    | -          | -          | -          | 10     | 1      |
| 2013–14                 | «Осасуна»               | ПД                      | 12        | 0         | КІ                 | 2                  | 1                  | -                    | -                    | -                    | -          | -          | -          | 14     | 1      |
| чер.-гру. 2014          | «Осасуна»               | СД (ІІ)                 | 9         | 1         | КІ                 | 1                  | 0                  | -                    | -                    | -                    | -          | -          | -          | 10     | 1      |
| Усього за «Осасуну»     | Усього за «Осасуну»     | Усього за «Осасуну»     | 31        | 2         |                    | 7                  | 1                  |                      | 0                    | 0                    |            | -          | -          | 34     | 3      |
| 2015                    | «Динамо» (Тбілісі)      | ЛЕ                      | 10        | 3         | КГ                 | 4                  | 2                  | -                    | -                    | -                    | -          | -          | -          | 14     | 5      |
| 2015–16                 | «Льєйда»                | СДБ (ІІІ)               | 24        | 10        | КІ                 | 3                  | 0                  | -                    | -                    | -                    | -          | -          | -          | 27     | 10     |
| 2016–17                 | «Лорка»                 | СДБ (ІІІ)               | 27        | 8         | КІ                 | 2                  | 2                  | -                    | -                    | -                    | -          | -          | -          | 27     | 8      |
| 2017-січ.2018           | «Лорка»                 | СД (ІІ)                 | 14        | 1         | КІ                 | 0                  | 0                  | -                    | -                    | -                    | -          | -          | -          | 14     | 1      |
| Усього за «Лорку»       | Усього за «Лорку»       | Усього за «Лорку»       | 41        | 9         |                    | 2                  | 2                  |                      | 0                    | 0                    |            | -          | -          | 43     | 11     |
| січ.-чер.2018           | «УКАМ Мурсія»           | СДБ (ІІІ)               | 13        | 1         | КІ                 | 0                  | 0                  | -                    | -                    | -                    | -          | -          | -          | 13     | 1      |
| 2018–19                 | «УКАМ Мурсія»           | СДБ (ІІІ)               | 32        | 11        | КІ                 | 2                  | 0                  | -                    | -                    | -                    | -          | -          | -          | 34     | 11     |
| Усього за «УКАМ Мурсію» | Усього за «УКАМ Мурсію» | Усього за «УКАМ Мурсію» | 45        | 12        |                    | 2                  | 0                  |                      | 0                    | 0                    |            | -          | -          | 47     | 12     |
| 2019-січ.2020           | «Бенгалуру»             | ІСЛ                     | 6         | 0         | -                  | -                  | -                  | КАФК                 | -                    | -                    | -          | -          | -          | 6      | 0      |
| січ.-черв.2020          | «Одіша»                 | ІСЛ                     | 4         | 7         | -                  | -                  | -                  | -                    | -                    | -                    | -          | -          | -          | 4      | 7      |
| 2020–21                 | «Одіша»                 | ІСЛ                     | 17        | 0         | -                  | -                  | -                  | -                    | -                    | -                    | -          | -          | -          | 17     | 0      |
| Усього за «Одішу»       | Усього за «Одішу»       | Усього за «Одішу»       | 21        | 7         |                    | 0                  | 0                  |                      | -                    | -                    |            | -          | -          | 21     | 7      |
| 2021–22                 | «Бадалона»              | СДК (IV)                | 13        | 1         | -                  | -                  | -                  | -                    | -                    | -                    | -          | -          | -          | 13     | 1      |
| Усього за кар'єру       | Усього за кар'єру       | Усього за кар'єру       | 187       | 44        |                    | 18                 | 5                  |                      | 0                    | 0                    |            | -          | -          | 105    | 49     |

## Титули і досягнення
- Володар Кубка Грузії (1):

«Динамо» (Тбілісі): 2014/15